# عمارة بعثات كاليفورنيا التبشيرية

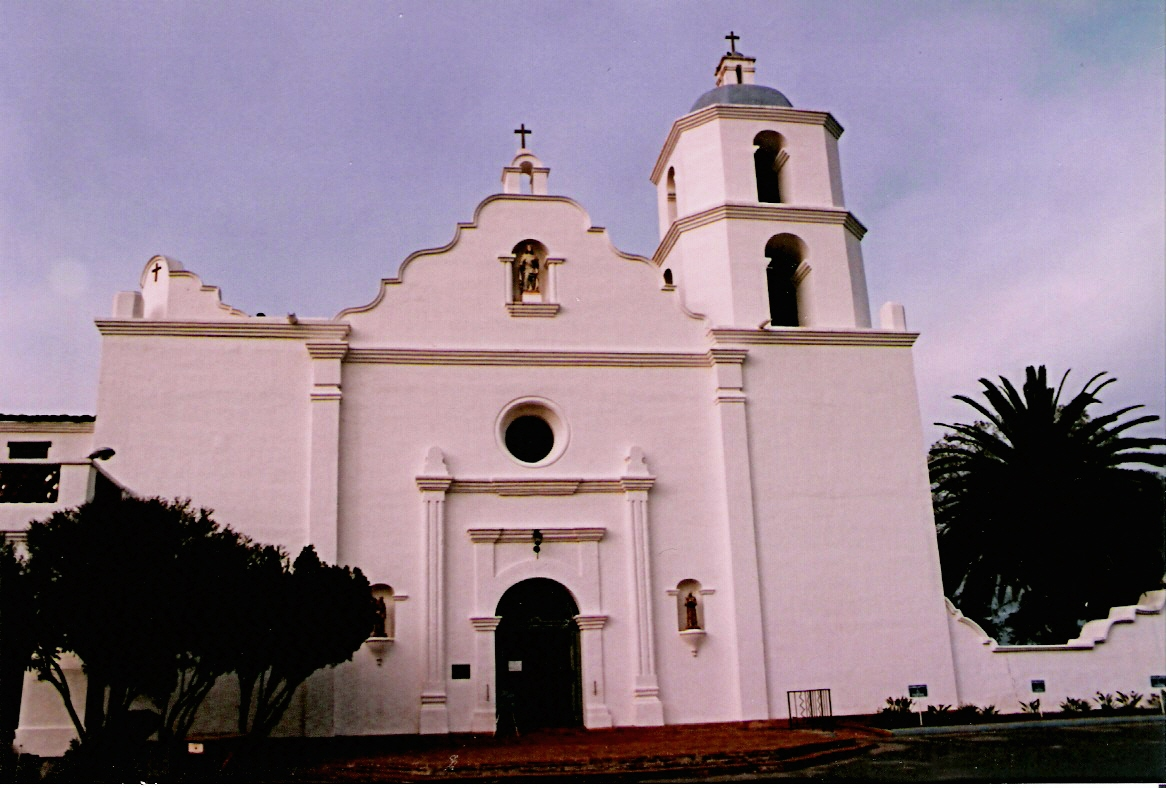
مقر البعثة الإسبانية في أوشينسايد

تأثرت عمارة بعثات كاليفورنيا التبشيرية بعدة عوامل، منها القيود في مواد البناء التي كانت في متناول اليد والنقص العام في العمالة الماهرة ورغبة الكهنة المؤسسين في محاكاة الهياكل البارزة في وطنهم الإسباني. على الرغم من عدم وجود مجمعين متطابقين للبعثات التبشيرية، فإن جميعها استخدم نفس أسلوب البناء الأساسي.

## اختيار الموقع والتخطيط
على الرغم من اعتبار سلسلة المراتب الإسبانية للبعثات التبشيرية مشاريع مؤقتة، لم يكن تطوير مستوطنة فردية مسألة «أهواء كهنوتية» ببساطة. يتبع تأسيس البعثة التبشيرية قواعد وإجراءات طويلة الأمد، وأوراق تتطلب شهورًا وأحيانًا سنوات من المراسلات، وتستدعي اهتمامًا من كل مستويات البيروقراطية فعليًا. يختار الرجال المكلفون بهذه البعثة التبشيرية -بمجرد حصولهم على التصريح بإقامتها- موقعًا محددًا يتميز بإمدادات المياه الجيدة والكثير من الخشب لإشعال النيران ولاستخدامه كمادة للبناء، إلى جانب الحقول الوافرة لرعي القطعان وزراعة المحاصيل. يُبارك الكهنة الموقع ويصنعون ملاجئ مؤقتة بمساعدة القوى العسكرية المرافقة لهم بالاعتماد على أغصان الأشجار أو الأوتاد وتُسقف بالقش أو القصب.
اعتُبر الموقع وبناء الكنيسة الأولوية الأولى عند بداية التسوية. وُجهت معظم هياكل البعثات على محور يقع بين الشرق والغرب تقريبًا للاستفادة بشكل أفضل من موقع الشمس في الإضاءة الداخلية، واعتمدت المحاذاة الدقيقة على الميزات الجغرافية لموقع معين. بمجرد اختيار مكان الكنيسة، سيتم تمييز موقعها وسيُوضع ما تبقى من مجمع البعثة التبشيرية في الموقع. تُجمع غرف الكهنة وغرفة الطعام وورش العمل والمطابخ وأماكن المعيشة للجنود والخدم والمخازن والغرف الملحقة الأخرى حول بلاط محاط بسور أو فناء مفتوح (غالبًا في شكل رباعي الزوايا) داخلي تُقام فيه الاحتفالات والمناسبات الاحتفالية الأخرى.
نادرًا ما كان الكوادرانغلو (رباعي) مربع الشكل بشكل دقيق لأن الآباء لم يمتلكوا أدوات مسح طبوغرافي تعمل تحت تصرفهم، بل أقدموا عوضًا عن ذلك على قياس جميع الأبعاد بالقدم. يمكن لسكان البعثة التبشيرية أن يلجؤوا إلى هذا الشكل الرباعي في حال وقوع هجوم من قوات معادية.
يمكن تلخيص العناصر الرئيسية المشتركة بين جميع البعثات التبشيرية في كاليفورنيا العليا على النحو التالي:
- ممرات مقنطرة.
- جملونات منحنية مزودة بقوس.
- أبراج الجرس المدرجة (ذات قباب وفوانيس) أو جدران الجرس (أبراج الجرس المثقوبة).
- طنفات عريضة وبارزة.
- واجهات جدران عريضة وغير مزخرفة.
- أسطح قرميد منخفضة ومنحدرة.

لا تتضمن البعثات التبشيرية في كاليفورنيا العليا نفس التنوع ودقة التفاصيل في تصميماتها الظاهرة من خلال الهياكل التي أقامها المستوطنون الإسبان في أريزونا وتكساس والمكسيك خلال نفس الفترة التلفزيونية ومع ذلك فإنها «...تمثل تذكيرًا ملموسًا بالاحتلال الإسباني أمثلة رائعة عن المباني التي صُممت بالأسلوب والطريقة المناسبة للبلد الذي بُنيت فيه». ادعت بعد الروايات الخيالية المتعلقة ببناء البعثات التبشيرية أن الأنفاق قد دُمجت في تصميم الحديقة، بهدف استخدامها كوسيلة لخروج الطوارئ في حالات الهجوم، ولكن لا يوجد أي دليل تاريخي (مكتوب أو مادي) يدعم هذه التأكيدات الجامحة.

## وصلات خارجية
- The California Frontier Project -- Exploring the Mission Era
- California Missions: A Virtual Tour
- Mission Tour Home